# Gettin' High on Your Own Supply
Gettin' High on Your Own Supply è il terzo album in studio del gruppo musicale britannico Apollo 440, pubblicato nel 1999.

## Tracce
1. Are We a Rock Band or What...? – 1:20
2. Stop the Rock – 3:34
3. Crazee Horse – 3:46
4. Cold Rock the Mic – 4:18
5. Lost in Space (Theme) – 3:25
6. For Forty Days – 5:31
7. Heart Go Boom – 5:02
8. The Machine in the Ghost – 6:42
9. Blackbeat – 3:23
10. Stadium Parking Lot – 3:50
11. Yo! Future – 4:09
12. High on Your Own Supply – 5:21
13. The Perfect Crime' – 6:02